# Peter Köpf (Journalist)
Peter Köpf (* 1960) ist ein deutscher Autor; er lebt in Berlin.

## Studium und Beruf
Peter Köpf studierte Politik- und Kommunikationswissenschaften sowie Neuere Deutsche Literatur in München. Von 1984 bis 1992 war er Mitarbeiter der Münchener Abendzeitung, dann bis 1994 Fernsehredakteur. Er war Chefredakteur englischsprachiger Monatszeitungen beim Verlag Times Media, darunter The German Times. Köpf ist Autor zahlreicher Sachbücher, darunter Politikerbiografien. Außerdem arbeitet er als Ghostwriter sowie Co-Writer. Mit Franziska Schreiber schrieb er das Buch Inside AfD, das im Sommer 2018 mehrere Wochen auf der Spiegel-Bestsellerliste stand.

## Publikationen (Auswahl)
- 1995: Schreiben nach jeder Richtung. Goebbels-Propagandisten in der westdeutschen Nachkriegspresse. Ch. Links Verlag, ISBN 3-86153-094-5
- 1996: Stichwort Ausländerfeindlichkeit. Heyne, München, ISBN 3-453-09142-6
- 1996: Ein Herz für Tiere? Über die radikale Tierrechtsbewegung. Dietz, Bonn, ISBN 3-8012-3074-0
- 1998: Der Neue. Gerhard Schröder – Deutschlands Hoffnungsträger. Droemer Knaur, München, ISBN 3-426-77411-9
- 1999: Die Lotto Mafia: wer beim Glücksspiel wirklich gewinnt. Bertelsmann, München, ISBN 978-3-570-00194-3.
- 1999: Der Querdenker. Kurt Biedenkopf. Eine Biografie. Campus, Frankfurt(Main)/New York, ISBN 3-593-36270-8
- 2001: Stoiber. Die Biografie. Europa Verlag, Hamburg, ISBN 3-203-79144-7
- 2002: Die Burdas. Hamburg/Wien, ISBN 3-203-79145-5
- 2004: Die Mommsens. Von 1848 bis heute – die Geschichte einer Familie ist die Geschichte der Deutschen. Hamburg/Leipzig/Wien, ISBN 3-203-79147-1
- 2005: Der Königsplatz in München. Ein deutscher Ort. Ch. Links, Berlin, ISBN 3-86153-372-3
- 2013: Wo ist Lieutenant Adkins? Das Schicksal desertierter Nato-Soldaten in der DDR. Berlin, ISBN 978-3-86153-709-0.
- 2017: mit Masoud Aqil: Mitten unter uns. Wie ich der Folter des IS entkam und er mich in Deutschland einholte. Europa Verlag, Berlin/München/Zürich/Wien, ISBN 978-3-95890-136-0.
- 2018: mit Franziska Schreiber: Inside AfD. Der Bericht einer Aussteigerin. Europa Verlag, Berlin/München/Zürich/Wien, ISBN 978-3-95890-203-9.
- 2023: mit Zana Ramadani: WOKE – Wie eine moralisierende Minderheit unsere Demokratie bedroht. Quadriga Verlag, Berlin, ISBN 978-3-86995-133-1.